# 瓦里區
瓦里區（西班牙語：Distrito de Huari），是秘魯的一個區，位於該國北部安卡什大區的瓦里省，始建於1821年2月12日，面積398.91平方公里，海拔高度3,149米，2005年人口9,309，人口密度為每平方公里23人。